# Nai sừng tấm miền tây
Nai sừng tấm miền tây (tên khoa học: Alces alces andersoni) là một phân loài của Nai sừng tấm mà phạm vi sinh sống của chúng ở những khu rừng phía bắc và rừng rụng lá hỗn hợp trong lãnh thổ Canada và một số lãnh thổ thuộc miền Bắc Hoa Kỳ. Đây là phân loài lớn thứ hai của nai sừng tấm, chỉ sau loài nai sừng tấm Alaska. Chúng là động vật rất tích cực trong mùa giao phối (mùa thu và mùa đông) và có thể gây thương tích hoặc giết chết các đối tượng gây ra sự khiêu khích.

## Phân bố
Chúng sinh sinh sống tại những địa điểm như British Columbia, Tây Ontario, phía đông Yukon và những lãnh thổ phía Bắc, phía Tây Nam Nunavut, phía Bắc Alberta, Saskatchewan, Manitoba, bán đảo phần trên của Michigan, miền Bắc Wisconsin, phía Bắc Minnesota, Đông Bắc Dakota, và một số ở phía Tây Alaska.

## Đặc điểm

### Tầm vóc
Những con nai đực trưởng thành cao đến 1,9 đến 2 m (6,2-6,6 ft) tính đến vai. Gạc của chúng trải rộng và dài đến 1,5-1,7 m (4,9-5,6 ft) chúng cân nặng từ 380–720 kg (840-1,590 lb). Những con cái có chiều cao đến 1,8 m (5 ft 11 in) tính trung bình và cân nặng từ 270–360 kg (600-790 lb).

### Tập tính

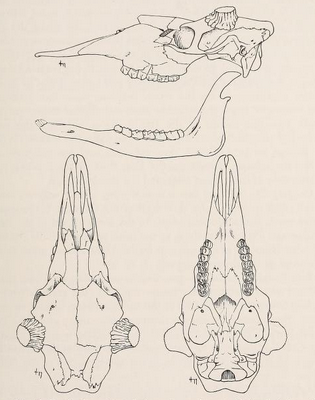
Hình vẽ về sọ của Nai sừng tấm phía Tây

Chúng có một chế độ ăn uống tương tự như các loài khác, bao gồm thảm thực vật trên cạn và chồi từ cây như cây liễu và bạch dương, chúng cũng ăn các loài thực vật thủy sinh như hoa loa kèn. Chúng có thể tiêu thụ lên đến 9.770 calo một ngày tương đương khoảng 32 kg (71 lb) thức ăn. Cũng giống như những loài nai sừng tấm khác, Chúng thiếu răng cửa trên nhưng có tám răng cửa sắc trên hàm dưới nhưng khác với họ hàng của chúng là Nai sừng tấm phía Đông, chúng có một cái lưỡi linh hoạt, nướu răng và đôi môi để giúp nhai gỗ và thảm thực vật.
Ở những nơi phân loài này sinh sống, chúng đã được báo cáo là đã có tương tác nhất định đối với hệ sinh thái. Có khu vực bị xáo trộn khoảng 25 năm trước bởi một dịch bệnh sâu vân sam nghiêm trọng tại một khu vực lịch sử chi phối bởi linh sam (Abies balsamea) rừng trên phía ở bắc Cape Breton Island, Nova Scotia, Canada. Mối quan hệ giữa sự phát triển của nai và tái sinh của nhựa thơm và cây thông trắng bạch dương là tích cực, cho thấy rằng nai sừng tấm có thể đông đảo hơn ở những nơi tái sinh dày đặc hơn.

## Sinh sản
Chúng không hình thành liên kết xã hội thành bầy đàn mà sống đơn độc và chỉ tiếp xúc với nhau khhi giao phối hoặc để chiến đấu tìn và bảo vệ một bạn tình. chúng có mức testosterone cao và sẽ tấn công bất cứ điều gì mà kích động hoặc gây ra sự sợ hãi cho nó. Điều này bao gồm con người, chó sói, những con nai sừng tấm, và gấu. Cuộc đối đầu thường xuyên gây ra với kết quả chết người.
Trong một cuộc chiến giữa hai con nai đực với nhau, cả hai đều có những rủi ro trong việc gạc của chúng bị khóa lại với nhau. Kết quả là chúng không thoát ra được và cái chết vì đau đớn và vì đói sẽ chờ đợi chúng. Những con cái chủ yếu là chung sống hòa bình với con người trừ khi chúng có những con nai con. Chúng sẽ tấn công bất cứ điều gì trong lãnh thổ của mình.
Như loài nai sừng tấm khác, những con nai đực giao phối cuộc gọi để thu hút con cái giao phối với hoặc thách thức với con đực khác để giành quyền giao phối. Những con cái đẻ khoảng 1 đến hai con trong một lứa. Sau 10-11 tháng, nai sừng tấm một năm tuổi sẽ bị đuổi ra bởi các con mẹ của chúng để tự bảo vệ mình.

## Săn bắn
Với dân số khoảng 950.000 cá thể, Nai sừng tấm phía Tây bị săn bắt mỗi mùa thu và mùa đông ở cả Canada và Hoa Kỳ. Hạn ngạch (mức săn bắn) hàng năm thay đổi tùy theo ước tính người dân địa phương và thợ săn đã thành công từ mùa săn trước.